# Colombia metróállomás
Colombia metróállomás Spanyolország fővárosában, Madridban a madridi metró 8-as vonalán.

## Metróvonalak
Az állomást az alábbi metróvonalak érintik:
- 8-as metróvonal
- 9-es metróvonal

## Kapcsolódó állomások
A metróállomáshoz az alábbi állomások vannak a legközelebb:
- Nuevos Ministerios (Nuevos Ministerios, 8-as metróvonal)
- Concha Espina (Arganda del Rey, 9-es metróvonal)
- Pinar del Rey (Aeropuerto T4, 8-as metróvonal)
- Pío XII (Paco de Lucía, 9-es metróvonal)